# Samed Yesil
Samed Yesil (Alemania, 25 de mayo de 1994) es un futbolista alemán, con ascendencia turca, que juega en la posición de delantero y actualmente se encuentra en el CSV Marathon Krefeld.

## Selección nacional
Participó del Europeo sub-17 en Serbia donde a fuerza de goles se convirtió en uno de los goleadores del certamen con 3 tantos. Poco tiempo después jugó en la Copa Mundial de Fútbol Sub-17 de 2011 donde se convirtió en una de las figuras del certamen.

### Participaciones con la selección
| Torneo                                    | Sede   | Resultado    |
| ----------------------------------------- | ------ | ------------ |
| Campeonato Europeo Sub-17 de la UEFA 2011 | Serbia | Subcampeón   |
| Copa Mundial de Fútbol Sub-17 de 2011     | México | Tercer lugar |

## Clubes
| Club                 | País       | Año               |
| -------------------- | ---------- | ----------------- |
| Bayer Leverkusen     | Alemania   | 2012              |
| Liverpool FC         | Inglaterra | 2012 - 2016       |
| FC Luzern            | Suiza      | 2015 - 2016       |
| Panionios NFC        | Grecia     | 2017 - 2018       |
| KFC Uerdingen 05     | Alemania   | 2018 - 2019       |
| Ankara Demirspor     | Turquía    | 2020              |
| VfB Homberg          | Alemania   | 2020 - 2021       |
| SC St. Tönis 11/20   | Alemania   | 2021 - 2022       |
| Ratingen 04/19       | Alemania   | 2022 - 2023       |
| CSV Marathon Krefeld | Alemania   | 2023 - actualidad |

## Palmarés

### Distinciones individuales
| Distinción                   | Año  |
| ---------------------------- | ---- |
| Bota de Plata Mundial Sub-17 | 2011 |